# Polônia na Universíada de Verão de 2021
A Polônia participou da Universíada de Verão de 2021, que aconteceu em Chengdu, na China, entre 28 de julho e 8 de agosto de 2023.
Foram 195 atletas — 100 masculinos e 95 femininos — em 13 modalidades olímpicas.

## Competidores
Estas foram as modalidades e atletas que disputaram a edição:
| Esporte             | Masculino | Feminino | Total |
| ------------------- | --------- | -------- | ----- |
| Atletismo           | 21        | 22       | 43    |
| Badminton           | 3         | 3        | 6     |
| Basquetebol         | 12        | 12       | 24    |
| Esgrima             | 12        | 12       | 24    |
| Ginástica artística | 1         | 0        | 1     |
| Judo                | 3         | 0        | 3     |
| Natação             | 14        | 8        | 22    |
| Remo                | 11        | 9        | 20    |
| Taekwondo           | 4         | 4        | 8     |
| Tênis de mesa       | 0         | 4        | 4     |
| Tiro                | 3         | 6        | 9     |
| Tiro com arco       | 4         | 3        | 7     |
| Voleibol            | 12        | 12       | 24    |
| Total               | 100       | 95       | 195   |

## Medalhas

### Por modalidade
Estas foram as medalhas por modalidade nesta edição:
| Esporte   | Medalha de ouro | Medalha de prata | Medalha de bronze | Total de medalhas |
| --------- | --------------- | ---------------- | ----------------- | ----------------- |
| Natação   | 6               | 7                | 2                 | 15                |
| Atletismo | 6               | 6                | 4                 | 16                |
| Remo      | 3               | 2                | 0                 | 5                 |
| Voleibol  | 0               | 1                | 1                 | 2                 |
| Taekwondo | 0               | 0                | 2                 | 2                 |
| Esgrima   | 0               | 0                | 1                 | 1                 |
| Judô      | 0               | 0                | 1                 | 1                 |
| Tiro      | 0               | 0                | 1                 | 1                 |
| Total     | 15              | 16               | 12                | 43                |